# Tjark Scheller
Tjark Lasse Scheller (* 12. Januar 2002 in Rendsburg) ist ein deutscher Fußballspieler. Er wurde überwiegend bei Holstein Kiel und beim FC Schalke 04 ausgebildet und steht seit Sommer 2024 beim SC Paderborn 07 unter Vertrag.

## Karriere
Tjark Lasse Scheller begann seine Karriere beim TSV Kropp, bevor er 2016 in die Jugendabteilung von Holstein Kiel wechselte. Dort durchlief er erfolgreich die U17-Mannschaft und erlangte dabei Bekanntheit für seine Vielseitigkeit, da er auf verschiedenen Positionen wie Außenverteidiger, defensives Mittelfeld, offensives Mittelfeld und sogar als Mittelstürmer eingesetzt wurde. 
Im Jahr 2019 wechselte Scheller zur U19 des FC Schalke 04, wo er erneut durch sein breites Einsatzspektrum auffiel. Es war jedoch erst, als er für die zweite Mannschaft in der Regionalliga West spielte (Saison 21/22), dass er sich als Stammspieler etablierte. Im Jahr 2023 wechselte er zum FC St. Pauli.
Bei der U23 des FC St. Pauli avancierte Scheller sofort zum Stammspieler in der Innenverteidigung und wurde gelegentlich auch im defensiven Mittelfeld eingesetzt. Er ist dort der Verteidiger mit den meisten Spielminuten.
Eine Veränderung ergab sich jedoch durch häufigere Berufungen in den Kader der zweiten Bundesliga. Scheller stand bereits viermal im Spieltagskader und war auch beim DFB-Pokal-Achtelfinale in Homburg vertreten. Schließlich feierte er sein Zweitligadebüt beim Spiel gegen Hertha BSC, als er kurz vor Schluss eingewechselt wurde.
Nach seinem Vertragsende wechselt Scheller zur Saison 2024/25 ablösefrei zum SC Paderborn 07.

## Titel
- Deutscher Zweitligameister und Aufstieg in die Bundesliga: 2024